# Дэвидсон, Эми
Эми Дэвидсон (англ. Amy Davidson, род. 15 сентября 1979) — американская актриса. Получила известность за роль Керри Хеннесси в ситкоме «8 простых правил для друга моей дочери-подростка».

## Биография
Родилась в Финиксе, Аризона в семье педагогов. Отец будущей актрисы был директором в начальной школе Эл-Мираж, мать преподавала английский язык в Вашингтонской начальной школе. Ещё ребёнком, родители отдали Дэвидсон в танцевальный класс, в котором девочка стала членом группы Dance Motion. Во время учёбы в средней школе, Эми стала сниматься в рекламе. Тренер по танцевальной школе посоветовал ей перебраться в Лос-Анджелес.
По прибытии в Лос-Анджелес стала сниматься с Мэри-Кейт и Эшли Олсен в сериале «Так мало времени». Позже стала приглашённой актрисой в сериале «Справедливая Эми» и в американский ситком «Малкольм в центре внимания» и появилась в фильме «Правда о Джейн». Совсем недавно Эми закончила сниматься в фильме «Энни Пойнт» канала Hallmark, вместе с Бетти Уайт и Ричардом Томасом.
Дэвидсон также снялась в фильме «Goyband», в котором она играет роль молодой ортодоксальной еврейской девушки, которая влюбляется в исполнителя мальчишеской поп-группы (Адам Паскаль), выступающий в отеле её семьи «Катскилл». В фильме также снимаются Наташа Лион, Това Фелдшу, Дэн Эдвардс, Тибор Фельдман и Крис Джад.
С 1 мая 2010 года Эми замужем за актёром Кейси Локвудом. У супругов есть сын — Леннокс Сойер Локвуд (род.01.03.2016).

## Фильмография
| Год       | Фильм/Сериал                                     | Роль               |
| --------- | ------------------------------------------------ | ------------------ |
| 1995      | Teenage Tupelo                                   | покупательница     |
| 2000      | Правда о Джейн                                   | Элизабет           |
| 2001      | Справедливая Эми                                 | Линдсей Сандовски  |
| 2001      | Так мало времени                                 | Кемми Мортон       |
| 2002—2005 | 8 простых правил для друга моей дочери-подростка | Керри Хеннеси      |
| 2005      | Энни Пойнт                                       | Элла               |
| 2005      | Бренди и мистер Уискерс                          | Тиффани Тарлингтон |
| 2006      | Сильное лекарство                                | Джейми             |
| 2006      | Малкольм в центре внимания                       | Паула              |
| 2007      | Netherbeast Incorporated                         | Перл               |
| 2007      | Goyband                                          | Ребекка            |
| 2007      | C.S.I.: Место преступления Нью-Йорк              | Кэрол              |
| 2008      | Захват убийцы зелёной реки                       | Хелен Рамус        |
| 2009      | Мыслить как преступник                           | Зои                |
| 2009      | Говорящая с призраками                           | Дана, 1 эпизод     |
| 2012      | Доктор Хаус                                      | Молли              |
| 2014      | Кости                                            | Леона Саундерс     |
| 2015      | Лучше звоните Солу                               | Сабрина            |